# Kanton Haut-Eyrieux
Haut-Eyrieux - tot 2015 'kanton Le Cheylard' - is een kanton van het Franse departement Ardèche. Het kanton maakt deel uit van de arrondissementen  Tournon-sur-Rhône (29) en Privas (12) en Largentière (3).
De naam werd gewijzigd bij decreet van 5 oktober 2016.

## Gemeenten

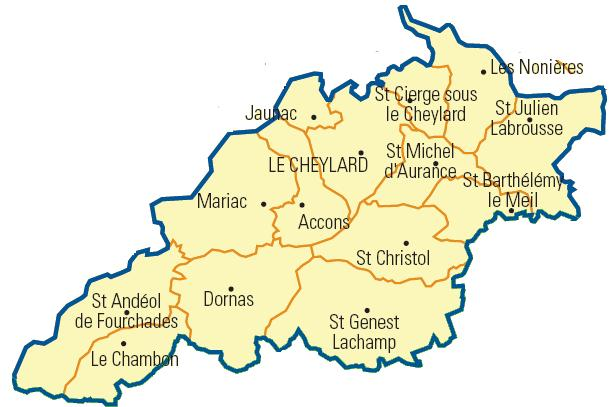
Ligging van gemeenten in het kanton vóór 2015

Het kanton Le Cheylard omvatte tot 2014 de volgende gemeenten:
- Accons
- Le Chambon
- Le Cheylard (hoofdplaats)
- Dornas
- Jaunac
- Mariac
- Nonières
- Saint-Andéol-de-Fourchades
- Saint-Barthélemy-le-Meil
- Saint-Christol
- Saint-Cierge-sous-le-Cheylard
- Saint-Genest-Lachamp
- Saint-Julien-Labrousse
- Saint-Michel-d'Aurance

Na de herindeling van de kantons bij decreet van 13 februari 2014, met uitwerking op 22 maart 2015, omvat het 46 gemeenten.
Op 1 januari 2019 werden de gemeenten Nonières en Saint-Julien-Labrousse samengevoegd tot de fusiegemeente (commune nouvelle) Belsentes en de gemeenten Intres en Saint-Julien-Boutières samengevoegd tot de fusiegemeente (commune nouvelle) Saint-Julien-d'Intres .
Sindsdien omvat het kanton volgende gemeenten
- Accons
- Albon-d'Ardèche
- Arcens
- Beauvène
- Belsentes
- Borée
- Chalencon
- Le Chambon
- Chanéac
- Le Cheylard (hoofdplaats)
- Devesset
- Dornas
- Dunière-sur-Eyrieux
- Gluiras
- Issamoulenc
- Jaunac
- Lachapelle-sous-Chanéac
- Marcols-les-Eaux
- Mariac
- Mars
- Les Ollières-sur-Eyrieux
- Rochepaule
- La Rochette
- Saint-Agrève
- Saint-Andéol-de-Fourchades
- Saint-André-en-Vivarais
- Saint-Barthélemy-le-Meil
- Saint-Christol
- Saint-Cierge-sous-le-Cheylard
- Saint-Clément
- Saint-Étienne-de-Serre
- Saint-Genest-Lachamp
- Saint-Jean-Roure
- Saint-Jeure-d'Andaure
- Saint-Julien-d'Intres
- Saint-Julien-du-Gua
- Saint-Martial
- Saint-Martin-de-Valamas
- Saint-Maurice-en-Chalencon
- Saint-Michel-d'Aurance
- Saint-Michel-de-Chabrillanoux
- Saint-Pierreville
- Saint-Sauveur-de-Montagut
- Saint-Vincent-de-Durfort